# John Lort Stokes
Pour les articles homonymes, voir Stokes.
L'admiral John Lort Stokes, (1er août 1811 - 11 juin 1885) était un officier de la Royal Navy qui travailla à bord du HMS Beagle pendant près de 18 ans.

## Biographie
Stokes grandit à Scotchwell près de Haverfordwest dans le Pembrokeshire. Il rejoignit la Navy le 20 septembre 1824. Le premier navire sur lequel il sert est le HMS Prince Regent, puis en octobre 1825 il rejoint l'équipage du Beagle sous le commandement du capitaine Philip Parker King. Le Beagle devait alors faire un voyage d'exploration dans les eaux côtières de l'Amérique du Sud. En 1828 le commander du Beagle, Pringle Stokes (qui n'est pas apparenté avec John Lort Stokes), meurt et Robert FitzRoy prend la relève. Le navire retourne en Angleterre en 1830. De 1831 à 1836 Stokes sert à bord, accompagnant donc Charles Darwin dans son voyage.
Lors du second voyage du Beagle, Stokes est promu au rang de lieutenant et sert sous le commander John Clements Wickham pour un voyage dans les eaux australasiennes. Lorsque Wickham est démis de ses fonctions en 1841, Stokes prend le commandement du navire et explore le Timor et la Nouvelle-Zélande avant de retourner en Angleterre en 1843. Il écrit alors Discoveries in Australia, with an account of the coasts and rivers explored and surveyed during the voyage of the Beagle, 1837–1843 qui est publié en 1846.
En juillet 1846, Stokes est promu capitaine et prend le commandement du navire Acheron pour un voyage de 4 ans en Nouvelle-Zélande. De 1860 à 1863 il commande un navire qui explore les côtes de la Manche. Il se retire en 1863, est promu au rang de rear admiral en 1863, vice-admiral en 1871 et admiral en 1877. Il meurt dans sa ville natale, à Scotchwell.